# بلانچ نویز
بلانچ نویز (انگلیسی: Blanche Noyes؛ ۲۳ ژوئن ۱۹۰۰ – ۶ اکتبر ۱۹۸۱) هوانورد زن پیشگام اهل ایالات متحده آمریکا بود که جزو نخستین ده زنی بود که موفق به دریافت گواهینامه خلبانی ترابری شدند. او در سال ۱۹۲۹ به نخستین خلبان زن دارای مجوز در اوهایو تبدیل شد.

## زندگی
او در ۲۳ ژوئنِ ۱۹۰۰ در کلیولند، اوهایو زاده شد و والدینش او را بلانچ ویلکاکس نامیدند. او پس از ازدواج با خلبان دووی ال. نویز (حدود ۱۹۰۰ – ۱۹۳۵) در سال ۱۹۲۸، فعالیت حرفه‌ای خود در زمینهٔ بازیگری را رها کرد.
او در سال ۱۹۲۹ پس از آموزش زیر نظر همسرش، پرواز را آغاز کرد و در ۱۵ فوریهٔ همان سال پس از چهار ساعت آموزش، به صورت انفرادی پرواز کرد و در ژوئن همان سال گواهینامهٔ خلبانی خود را دریافت نمود.
نویز در اوت ۱۹۲۹ وارد نخستین دربی هوایی زنان شد و در این مسابقه یکی از بیست شرکت کننده‌ای بود که سعی داشتند از سنتا مونیکا، کالیفرنیا تا کلیولند پرواز کنند. او در طول راه «هنگامی که هواپیمایش در میانهٔ هوا در نزدیکی پسوس دچار آتش‌سوزی شد، به سختی از مرگ فرار کرد .» فرود نویز پس از این حادثه به‌قدری سخت بود که ارابهٔ فرودش دچار آسیب شده بود. او پس از فرود آتش را خاموش کرد، تعمیرات لازم را بر روی هواپیما انجام داد و مسابقه را مجدداً از سر گرفت. او در این مسابقه در کلاس سنگین به مقام چهارم رسید.
او در سال ۱۹۳۱ خلبان نمونهٔ استاندارد اویل بود و برای سازمان‌های مختلف پرواز می‌کرد. در ۱۱ دسامبر ۱۹۳۵، همسر او و مسافرش بر اثر سقوط هواپیمایشان در مه غلیظ و کولاک کشته شدند.
در سال ۱۹۳۶، او به‌عنوان کمک خلبان با لوئیز تادن (یکی دیگر از شرکت‌کنندگان در دربی هوایی زنان در سال ۱۹۲۹) تیمی را تشکلی داد و در نخستین سالی که زنان مجاز به رقابت با مردان شدند، در مسابقهٔ جام بندیکس برنده شد. آنها با هواگرد دوبالهٔ بیچ سی۱۷آر استاگروینگ رکورد جهانی ۱۴ ساعت و ۵۵ دقیقه پرواز از شهر نیویورک به لس آنجلس را به ثبت رساندند. لورا اینگالز با ۴۵ دقیقه پرواز با لاکهید اوریون نیز در جایگاه دوم قرار گرفت.

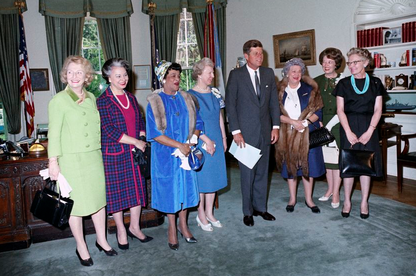
رئیس‌جمهور جان اف. کندی در دیدار با برندگان جایزه زن فدرال ۱۹۶۳، از جمله نویز (در سمت راست کندی)

همزمان که نویز در ایروینگتون، نیوجرسی ساکن بود، به عضویت کمیتهٔ مشاورهٔ زنان در زمینهٔ هوانوردی درآمد. او در اوت ۱۹۶۳ در میان تعداد انگشت‌شماری از هوانوردان پیشرو بود که به گروه علامت‌گذاری هوایی دفتر تجارت هوایی، که توسط اداره پیشرفت کار تأمین مالی می‌شد، پیوست. هدف این گروه کمک به ناوبری هوایی با نوشتن نام نزدیکترین شهرها در فواصل ۱۵ مایلی (۲۴ کیلومتری) بود. این کار، در صورت امکان، روی پشت بام ساختمان‌های برجسته، و در صورت عدم امکان، روی زمین با رنگ سفید انجام می‌شد. اما با ورود ایالات متحده به جنگ جهانی دوم در دسامبر ۱۹۴۱، به دلایل امنیتی، تیم نویز مجبور شد حدود ۱۳٬۰۰۰ سایتی را که علامت‌گذاری کرده بودند، سیاه کند. پس از جنگ، او به عنوان رئیس بخش نشانه‌گذاری هوایی اداره هوانوردی غیرنظامی، بر بازسازی آنها نظارت کرد و کمک‌های ناوبری بیشتری را نیز به این علامت‌ها اضافه کرد. به گفتهٔ موزهٔ ملی هوا و فضا، «او برای سال‌ها تنها خلبان زنی بود که اجازهٔ پرواز با هواپیمای دولتی را داشت.»
او همچنین مقالات متعددی در روزنامه‌ها و مجلات نوشته بود.
نویز در ۶ اکتبر ۱۹۸۱ در واشینگتن، دی.سی. درگذشت.

## میراث
نویز نخستین زنی بود که به‌دلیل ۳۵ سال خدمات دولتی در جهت بهبود ایمنی آسمان، از سوی وزارت بازرگانی مدال طلا دریافت کرد.
در سال ۲۰۲۱، اپرایی به یادبود پرواز او در مسابقهٔ جام بندیک در سال ۱۹۳۶ با عنوان استاگروینگ در موزه هوانوردی کانزاس به نمایش درآمد. استاگروینگ که توسط لیزا دیسپین به‌همراه با ریچل جی. پیترز، شاعر اپا، ساخته شده بود، برندهٔ مسابقهٔ دوسالانهٔ اپرای مدرن زپیک ۲۰۲۰ شد.